# Hermann Busch (Offizier)
Hermann Busch (* 7. Oktober 1902 in Straßburg; † 13. Mai 1976 in Hamburg) war ein Offizier in der Luftwaffe der Wehrmacht und später Brigadegeneral der Luftwaffe der Bundeswehr.

## Leben
Busch trat am 2. Mai 1921 in die Reichsmarine ein und wurde am 1. Oktober 1927 zum Leutnant zur See ernannt. Am 1. Oktober 1926 ging er zur Deutschen Verkehrsfliegerschule nach Warnemünde und nahm dort eine Ausbildung zum Flugzeugführer, Beobachter und Funker auf. Ab 1928 war er im Funk-Versuchs-Kommando. Zum 1. Juli 1929 zum Oberleutnant befördert, wechselte er am 1. Oktober 1930 als Bildoffizier und Flugzeugführer zur Marinestation der Ostsee. Nachdem er am 1. April 1935 zum Kapitänleutnant befördert worden war, ging er am 1. August 1935 als Hauptmann zur Luftwaffe und übte das Amt eines Gruppenleiters in der Fliegerschule 2 Warnemünde aus. Bevor er am 1. Oktober 1936 Staffelkapitän in der 1. Staffel der Küstenfliegergruppe 206 (1.(M)/Kü.Fl.Gr.206) auf Norderney wurde, absolvierte er einen Beobachterlehrgang. Nach seiner am 1. August 1938 erfolgten Beförderung zum Major übernahm er das Amt eines Leiters der Ausbildungsgruppe im Kommando der Fliegerschule und Ersatz-Abteilung (See) in Warnemünde. Anschließend wechselte er am 1. April 1939 zum Höheren Fliegerausbildungskommando 2 und ab 1. September 1939 als Staffelkapitän zur 1./Kü.Fl.Gr.506. Danach, ab April 1940 ging er als Gruppenkommandeur zur I. Gruppe des Kampfgeschwaders 26 (I./KG 26). Mit seiner Gruppe nahm er am Unternehmen Weserübung und an der Luftschlacht um England teil. Am 15. Mai 1941 erhielt er den Ehrenpokal der Luftwaffe und wurde am 1. Juli 1941 zum Oberstleutnant befördert, bevor er am 24. November 1941 das Deutsche Kreuz in Gold erhielt. Anschließend führte er vertretungsweise ab 31. Januar 1943 die III./KG 100, wo er zum Oberst befördert wurde. Ab 11. Februar übernahm die Aufgaben eines Gruppenkommandeurs der Aufklärungsgruppe 126, die ab Mai 1943 in Seeaufklärungsgruppe 126 umbenannt wurde und in Norwegen stationiert war. Während dieser Zeit führte er außerdem noch die Kommandobehörde des Fliegerführers Nord (Ost) und später des Fliegerführers Eismeers. Er blieb bis Kriegsende in Norwegen und führte zuletzt Fliegerkräfte als Fliegerführer 3 (bis Januar 1945) und Fliegerführer 4 (bis 26. April 1945). Danach, aufgrund der bedingungslosen Kapitulation der Wehrmacht, geriet er in alliierte Gefangenschaft.
Am 16. Oktober 1956 trat er in die Bundeswehr ein und erhielt eine Einweisung beim Kommando der Schulen der Luftwaffe. Am 15. November 1956 wurde er Kommandeur der Truppenschule der Luftwaffe in Hamburg-Osdorf, im April 1958 Amtschef des Allgemeinen Luftwaffenamtes in Wahn, heute Stadtteil von Köln, am 22. Oktober 1958 zum Brigadegeneral ernannt, im Februar 1961 Kommandeur der Luftwaffenausbildungsbrigade 1 in Fürstenfeldbruck. Mit Ablauf des März 1963 wurde er in den Ruhestand versetzt.